# JJ72
JJ72 fue un grupo musical de indie rock de Dublín, Irlanda.

## Miembros
- Mark Greaney (voz, guitarra, piano) nacido el 23 de junio de 1980.
- Fergal Matthews (batería) nacido el 29 de enero de 1980
- Hilary Woods (bajo, voz) nacida el 30 de mayo de 1980 - Miembro hasta marzo de 2003.
- Sarah Fox - Miembro desde marzo de 2003.
- Garvan Smith - Miembro de la formación inicial.

## Historia
JJ72 se forma en Dublín en 1995, cuando los aun escolares Fergal y Mark preguntan a su amiga Hilary si le interesaba formar una banda, a pesar de que ella nunca había tocado el bajo. Ellos querían que sus canciones fueran escuchadas en todo el país y de esta manera escapar un tanto de la escena de la ciudad. Su meta era componer música que consiguiera hacer sentir a la gente. 
Su primer disco fue publicado en el año 2000, el homónimo JJ72, el cual vendió más de 500.000 copias en Irlanda y Reino Unido. Salieron de gira con grupos como Coldplay y Embrace, y fueron teloneros de los británicos Muse.
Su segundo y último disco de estudio, I To Sky, fue publicado en el año 2002.
La banda se disolvió oficialmente en el año 2006.

## Discografía

### Álbumes de estudio
- JJ72 (28 de agosto de 2000), Lakota Records.
- I to Sky (11 de octubre de 2002), Lakota Records.

### Sencillos
Sencillos de JJ72
- "Long Way South" (mayo de 2000)
- "Oxygen" (agosto de 2000)
- "October Swimmer" (23 de octubre de 2000)
- "Snow" (29 de enero de 2001)
- "Algeria" (2001)

Sencillos de I to Sky
- "Formulae" (2002)
- "Always and Forever" (10 de febrero de 2003)

Otros sencillos
- "She's Gone" (2005)
- "Coming Home" (2005)

## Nombre (significado)
Hay muchas creencias acerca del significado del nombre de la banda. Aunque son solo rumores, puesto a que solo Mark Greaney sabe el significado real.